# Hope (Jack Johnson)
Hope è il secondo singolo estratto dall'album Sleep Through the Static dell'artista hawaiano Jack Johnson. È stato pubblicato il 14 aprile 2008.

## Tracce

### CD single
1. Hope - Album Version
2. Hope - Nightmares On Wax Remix